# 南部鐵路 (奧地利)
南部鐵路（德語：Südbahn）是奧地利一條由首都維也納經格拉茨、塞默林鐵路和穆爾河畔布魯克到達與斯洛文尼亞的邊界。起初由奧地利南部鐵路公司興建，直達盧布爾雅那和的里雅斯特，分別是奧匈帝國的主要港口，其中一個主要障礙是興建跨過北石灰岩山脈的塞默林山口。此複線電氣化鐵路現時由奧地利聯邦鐵路持有和營運，也是奧地利主要的鐵路線之一。

## 外部連結
- 维基共享资源上的相關多媒體資源：南部鐵路
- 维基共享资源上的相關多媒體資源：南部鐵路
- Wien-Südbahnhof（页面存档备份，存于）: Photogallery and documentation about the Vienna Southern Railway Station (Wien-Südbahnhof) by Martin Frey and Philipp Graf
- 有关南部鐵路在德国经济学中央图书馆（ZBW）20世纪新闻档案中的Documents and clippings about。